# Casa O'Callaghan
La casa O'Callaghan, o casa O'Connor, és un edifici d'Ulldecona (Montsià) protegit com a bé cultural d'interès local.

## Descripció
Habitatge entre mitgeres que conserva part de l'estructura interior del segle xviii i de la façana en estat original. Consta de planta baixa, un pis i golfes. A la façana s'inscriu un portal amb forma d'arc escarser de pedra, igual que els brancals. A la dreta d'aquesta, hi ha una finestra enreixada de pedra i una porta secundària allindanada. A l'extrem superior oest hi ha una fornícula-capelleta amb la imatge de la Verge. En el pis principal destaca el balcó, alineat amb la porta principal, amb peanya de pedra de ric treball, que s'estreteix gradualment a mesura que baixa per connectar amb les dovelles de la porta, a l'altura de la qual mor en forma de carassa. Hi ha dos balcons més amb llosana de manises. És interessant la barbacana superior, amb volada aproximadament d'1,5 metres, sostinguda per bigues de fusta amb treball senzill.
L'interior de l'habitatge conserva bastants elements de l'estructura original. L'entrada, amb el terra empedrat, combina lloses grans de pedra amb sectors quadrats de còdols de torrent encastades, i conserva restes d'una porta antiga, tapiada, amb brancals i llinda de pedra.

## Història
A la llinda del balcó principal del primer pis hi ha gravada la data de 1792 sota una senzilla creu. A jutjar per l'estructura d'alguns dels habitatges d'aquest carrer, en alguns llocs amagada sota l'arrebossat i modificacions modernes, al voltant del segle xviii devia tractar-se d'un sector habitat per famílies senyorívoles.